# Switch sides (KM & Chivv)
Switch sides is een lied van de Nederlandse rappers KM en Chivv. Het werd in 2021 als single uitgebracht.

## Achtergrond
Switch sides is geschreven door Chyvon Pala, Kaene Marica en Sergio van Gonter en geproduceerd door Reverse. Het is een nummer dat past in de genres nederhop en trap. In het lied rappen en zingen de artiesten over hun arme verledens en hun huidige rijkdommen en successen. Hierbij gaan ze in op dat ze wel hun zichzelf zijn gebleven en juist daardoor succesvol zijn geworden. 
Het is niet de eerste keer dat KM en Chivv als solo-artiesten met elkaar samenwerken. Dit deden zij eerder al op Young patron. Opvallend is dat KM in 2017 als lid van SFB een lied met dezelfde titel had uitgebracht, welke eveneens succes had in de Nederlandse Single Top 100.

## Hitnoteringen
De artiesten hadden bescheiden succes met het lied in Nederland. Het stond op de 95e plaats van de Single Top 100 in de enige week dat het in deze hitlijst te vinden was. De Top 40 en haar Tipparade werden niet bereikt.